# 발안바이오과학고등학교
발안바이오과학고등학교(發安바이오科學高等學校)는 대한민국 경기도 화성시 향남읍 평리에 있는 공립 고등학교이다.

## 학교 연혁
- 1954년 7월 7일 : 발안농업고등학교 설립승인
- 1961년 3월 9일 : 발안실업고등학교로 학칙 개정, 상업과 증설(6학급 인가)
- 1997년 9월 22일 : 학칙개정 축산과를 동물자원과로, 농업기계과를 산업기계과로 개편
- 1998년 10월 9일 : 발안농생명산업고등학교로 교명 변경
- 2008년 4월 23일 : 바이오, 레저 특성화고 고교지정
- 2008년 9월 4일 : 화성 교명선정위원회에서 발안바이오과학고등학교로 교명 통과
- 2019년 1월 30일 : 제63회 졸업 113명(연인원 7,833명)
- 2024년 1월 5일 : 제68회 졸업 96명
- 2024년 3월 1일 : 제23대 김봉식 교장 취임
- 2024년 3월 4일 : 2024학년도 입학 130명

## 설치 학과
- 외식산업과
- 바이오식품과학과
- 푸드스타일링과
- 레저동물산업과

## 참고 자료
- 발안바이오과학고등학교 - 한국교육학술정보원 학교알리미